# Ladijski reševalni čoln
Ladijski reševalni čoln je reševalno plovilo na ladji, ki se uporablja za prevažanje potnikov in posadke v nujnih primerih evakuacije v primeru nesreče na krovu ladje. Na večjih ladjah zakon zahteva zakonske vaje. V vojski se lahko rešilni čoln uporabi kot naphiljiva barka ali splav. Rekreacijski mornarji običajno nosijo napihljive rešilne splave, čeprav jih je malo raje majhnih proaktivnih reševalnih čolnov, ki se težje potopijo in jih lahko varno zaplujejo na morju.
Napihljivi rešilni čolni so lahko opremljeni s raznimi plini za samodejno napihovanje (ogljikov dioksid ali dušik) ali mehanskimi črpalkami. Na ladjah je nameščen mehanizem za hitro sproščanje in sproščanje tlaka, tako da plin ali črpalka samodejno napihne rešilni čoln, rešilni čoln pa se sprosti brez potopljenega prostora. Komercialne ladje morajo v primeru zasilnega nesreče prevažati tudi samodejne napihljive rešilne splave in zložljive reševalne čolne, na morskih naftnih ploščadah so tudi rešilne ploščadi. 
Reševalni čolni na ladji so na krovu ladje spuščeni iz majhnih dvigal z vrvmi in verigami ter jih je v normalnih okoliščinah težko potopiti. Pokrov služi kot zaščita pred soncem, vetrom in dežjem, lahko se uporablja za zbiranje deževnice, običajno pa je izdelan iz odsevnega ali fluorescenčnega materiala, ki je zelo viden. Rešitveni čolni imajo vesla, rakete in ogledala za signalizacijo, zaloge prve pomoči ter hrano in pitno vodo za več dni. Nekateri reševalni čolni so bolj opremljeni za dovolitev samo-reševanja z zalogami, kot so radio, motor in jadro, grelec, navigacijska oprema, sončni posteljici za vodo, zajetje deževnice in ribolovna oprema.
Mednarodna konvencija o varnostvu človeškega življenja na morju (SOLAS) in Mednarodni zakonik o reševalnih napravah (LSA) zahtevata, da se na vsakem reševalnem čolnu in napihlijvem rešilnem čolnu, ki se uporabljata na mednarodnih potovanjih, prevaža določena reševalna oprema. Sodobni reševalni čolni imajo radijsko svetilko (EPIRB) z zasilnim položajem in radarski reflektor ali oddajnik za iskanje in reševanje (SART).